# Narejkawa
Narejkawa (biał. Нарэйкава; ros. Нарейково, Nariejkowo) – wieś na Białorusi, w obwodzie witebskim, w rejonie orszańskim, w sielsowiecie Babiniczy.